# Уттама
Уттама (санскр. उत्तम मनु) — третий Ману согласно индуистскому учению. Уттама Ману — сын Утамы и Бахулы. Уттама Ману — правнук Сваямбхувы. Изначально Утама и его жена Бахула были негармоничной парой. Бахула плохо относилась к Утаме, поэтому тот изгнал её. После этого Утама понял, что присутствие жены было очень для него важно, даже несмотря на то, что их отношения плохи. Наконец Утама и Бахула воссоединяются и остаются верными друг другу. Нанда, друг Бахулы, благословил сына Утамы и Бахулы, который станет святым и получит титул Ману. Со временем Бахула родила сына. Боги с радостью встретили рождение ребенка. Ребенку дали имя Уттама, и ему было суждено было стать Ману в третьей манвантаре. Согласно Маркандея-пуране, Индра третьей манвантары — Сусанти. Согласно Матсья-пуране, в манвантаре бхаваны — это боги, а семь великих мудрецов (саптариши) — это Кокурунди, Далбья, Сангка, Правахана, Шива, Сита и Шасмита. Между тем, согласно Курма-пуране, семь великих мудрецов — это Раджа, Готра, Урдабаху, Савана, Анага, Сутапа и Шукра. Ещё одна версия утверждает, что ими были Каукундихи, Курунди, Далая, Санкха, Правахита, Мита и Саммита.